# Pečenjevce
Pečenjevce (en serbe cyrillique : Печењевце) est une localité de Serbie située sur le territoire de la Ville de Leskovac, district de Jablanica. Au recensement de 2011, elle comptait 1 522 habitants.

## Géographie
Pečenjevce est situé sur les bords de la Jablanica.

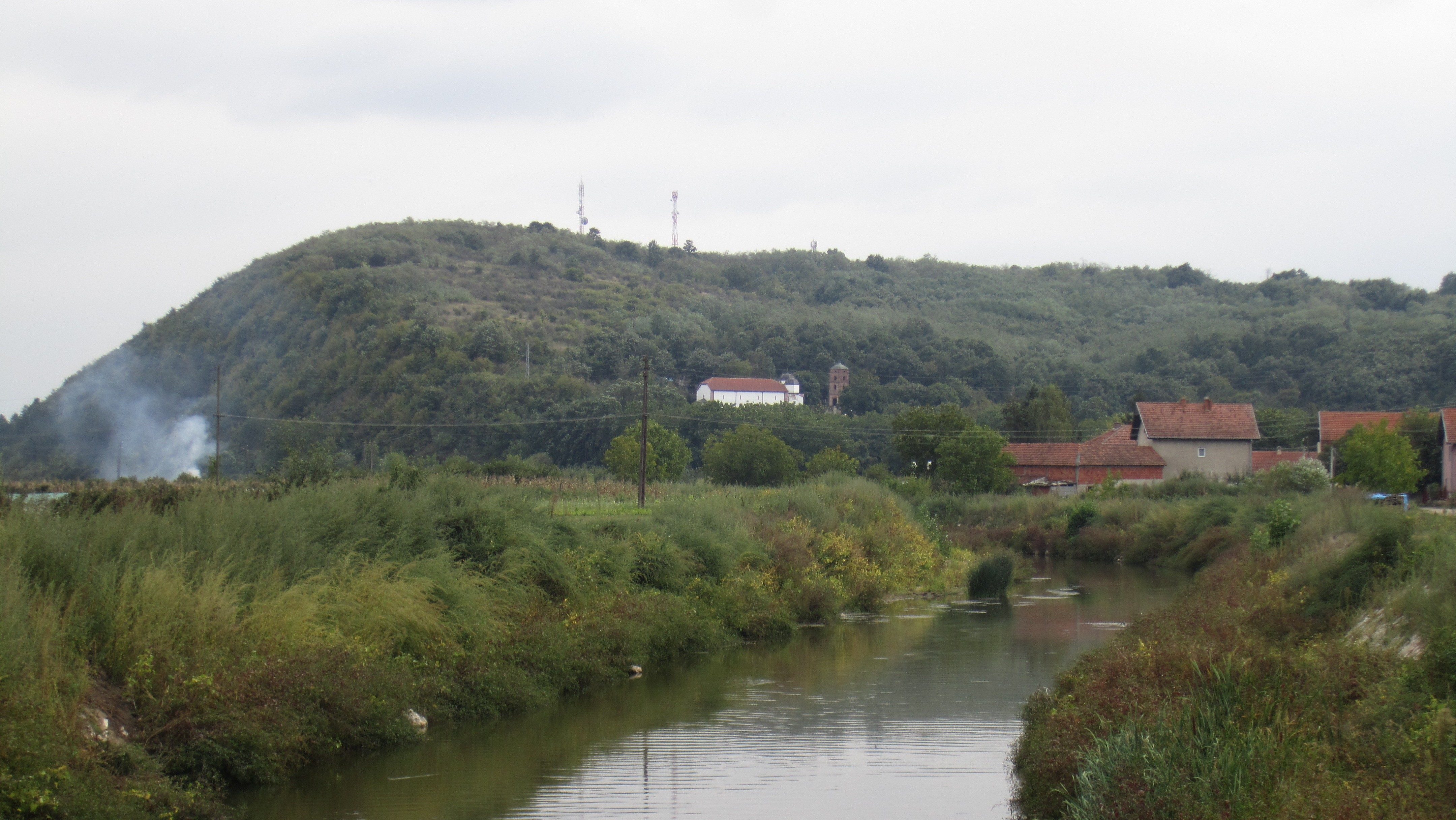
Le village et la rivière Jablanica

## Histoire

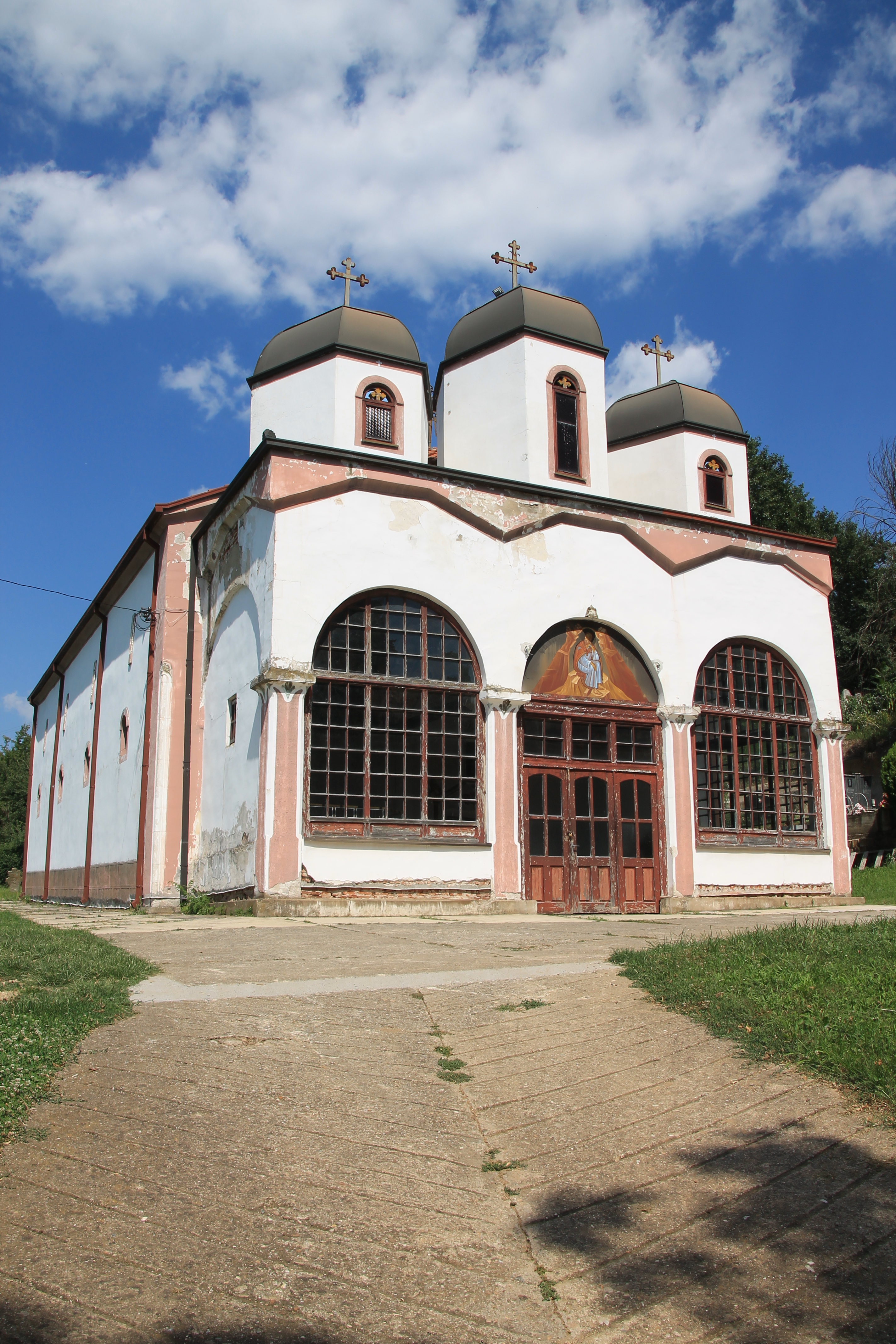
L'église Saint-Élie de Pečenjevce

## Démographie

### Évolution historique de la population
| 1948  | 1953  | 1961  | 1971  | 1981  | 1991  | 2002  | 2011  |
| ----- | ----- | ----- | ----- | ----- | ----- | ----- | ----- |
| 1 846 | 1 981 | 2 136 | 2 088 | 2 078 | 1 930 | 1 776 | 1 522 |

|  |

## Personnalité
La localité a vu naître le chanteur Toma Zdravković.